# اشون کومار
اشوین کومار لاکشمیکانتان (زادهٔ ۷ مهٔ ۱۹۹۱) یک بازیگر هندی است که عمدتاً در فیلم‌های تامیل فعالیت می‌کند. او در سریال‌های شبکهٔ استار ویجای در نقش‌های اصلی بازی کرد و در فیلم‌هایی نیز در سال‌های ۲۰۱۵ و ۲۰۱۹ نقش‌های مکمل را ایفا نمود. او پس از شرکت در برنامهٔ کوکو با کومالی در سال ۲۰۲۱ به شهرت رسید. تایمز هند او را به عنوان «مرد مطلوب تلویزیون ۲۰۲۰» در یکی نسخه‌های خود معرفی کرد. او در فیلم‌های بسیاری در نقش‌های اصلی ایفای نقش کرده است.

## زندگی و تحصیلات اولیه
اشوین کومار در کویمباتور متولد و بزرگ شد و تحصیلات خود را در مدرسهٔ کارمل گاردن به پایان رساند. او مدرک کارشناسی خود را در رشتهٔ مهندسی مکانیک از کالج فناوری کوماراگورو دریافت کرد و مدرک کارشناسی ارشد مدیریت کسب و کار را از مؤسسه مدیریت پی‌اس‌جی به دست آورد. در دوران دانشجویی، او علاقهٔ خود به بازیگری را دنبال کرد و در آزمون‌های انتخابی برای فیلم‌ها و سریال‌های تلویزیونی شرکت کرد.

## حرفه

### تلویزیون
آشون کومار با سریال اداره در شبکه استار ویجای به تلویزیون وارد شد. او در سریال‌های «رتای وال کوروی» (۲۰۱۵) و «نینایککا ترینتا منامه» (۲۰۱۷) نقش‌های اصلی را ایفا کرد. او همچنین در «راجا رانی»، بازسازی تلویزیونی سریال پربازدید «ساراوانان مینتاچی» در «استار ما» نقش اصلی را ایفا کرد. پس از پایان سریال، او در فیلم‌های کوتاه پلک، سیندرلا، سه صحنه از داستان عشق او و کادال اوندرو کاندن ظاهر شد.
او یکی از شرکت‌کنندگان در مسابقه تلویزیونی کوکو با کومالی در فصل دوم در استار ویجای بود. او در فینال مقام دوم را کسب کرد و در جوایز «بیهایند وود گولد ۲۰۲۱» به‌عنوان محبوب‌ترین مرد در تلویزیون مورد تقدیر قرار گرفت.

### فیلم‌ها
آشون کومار در ابتدای حرفه خود، نقش کوچکی در فیلم «اُکدال کنمانی» به کارگردانی مانی رتنام ایفا کرد. در آوریل ۲۰۲۱، ایندیاگلیتز گزارش داد که او در فیلم کمدی رمانتیک «انا سولا پوگیرای» به‌عنوان نقش اول بازی خواهد کرد. این فیلم در هفته پونگال ۲۰۲۲ اکران شد و منتقدی از هند تایمز نوشت:
آشون با اعتماد به نفس به‌عنوان مرد اول در این فیلم ظاهر شد.
او با فیلم «میت کیوت» به کارگردانی دیپتی گانتا و تهیه‌کنندگی نانی، در سینمای تلوگو نقش آفرینی کرد.

### ویدئوهای موسیقی و کار مدلینگ
آشون کومار بازیگر اصلی ویدئوهای موسیقی «کلونینگ کادال»، «ریتم زندگی» (سونی موزیک)، «شیدز اف کادال»، «کوتی پاتاس» (سونی موزیک)، «کریمنال کراش»، «لونر»، «آدیپولی» (تینک موزیک)، «بیبی نی شکر»، «یا آتی یا آتی» (سونی موزیک) و «وادی وادی» (تینک موزیک) است.
او در موسیقی صوتی «۱۱:۱۱ گورو اوندو بهایامیل» که توسط آدی کریز ساخته شده است، صداپیشگی کرده است. به عنوان مدل، او در تبلیغات تلویزیونی و چاپی متعددی برای برندهای مختلف فعالیت کرده است. او همچنین به عنوان سفیر برند زی تیترای فعالیت کرده است.

## حواشی
در مراسم رونمایی از آهنگ انا سولا پوگیرای، سخنرانی آشون دربارهٔ اینکه در میانه ۴۰ داستان به دلیل ضعف فیلمنامه‌ها خوابش برده، جنجال‌ساز شد و مردم او را متکبر و خودخواه نامیدند. او بعداً عذرخواهی کرد و بیان کرد که قصد توهین به کسی را نداشته و صحبت‌هایش به‌طور ناخواسته و بدون آمادگی بیان شده بودند. به این حاشیه جنجالی در یکی از قسمت‌های مینی‌سریال راکرهای تامیل اشاره شده است که به انتقاد آشون از کارگردان آریواژگان ونکاتاچلام منجر شد.